# Salomėja Zaksaitė
Salomėja Zaksaitė (født 25. juli 1985 i Kaunas) er en mangedobbelt mester i skak for kvinder (WIM) fra Litauen.
2003-2008 blev han Master of Laws, 2012 Doktor (Kriminologi, Strafferet) fra Vilnius universitet. 2013-2015 Postdoc fra Mykolas-Romer-universitet.
Hun opnåede i 2003 titlen som WIM – kvindelige international mester.